# CamelCase

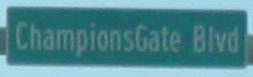
Una senyalització amb CamelCase

CamelCase és la pràctica d'escriure frases o paraules compostes eliminant els espais i posant en majúscula la primera lletra de cada paraula. El nom ve de la semblança d'aquestes majúscules, entre les altres lletres, amb els geps d'un camell. Un exemple d'aquesta pràctica és la marca YouTube.

Dibuix d'un camell bactrià on es fa referència a la inspiració del terme.